# Стокгольм (Мен)
Стокгольм (англ. Stockholm) — місто (англ. town) в США, в окрузі Арустук штату Мен. Населення — 250 осіб (2020).

## Демографія
Згідно з переписом 2010 року, у місті мешкали 253 особи в 110 домогосподарствах у складі 75 родин. Було 149 помешкань
Расовий склад населення:
| - 98,4 % — білих - 0,4 % — азіатів |

До двох чи більше рас належало 1,2 %. Частка іспаномовних становила 0,0 % від усіх жителів.
За віковим діапазоном населення розподілялося таким чином: 16,2 % — особи молодші 18 років, 63,6 % — особи у віці 18—64 років, 20,2 % — особи у віці 65 років та старші. Медіана віку мешканця становила 46,7 року. На 100 осіб жіночої статі у місті припадало 94,6 чоловіків;  на 100 жінок у віці від 18 років та старших — 91,0 чоловіків також старших 18 років.
Середній дохід на одне домашнє господарство  становив 55 745 доларів США (медіана — 36 250), а середній дохід на одну сім'ю — 58 437 доларів (медіана — 42 708). Медіана доходів становила 43 438 доларів для чоловіків та 31 528 доларів для жінок. За межею бідності перебувало 19,9 % осіб, у тому числі 36,0 % дітей у віці до 18 років та 4,0 % осіб у віці 65 років та старших.
Цивільне працевлаштоване населення становило 116 осіб. Основні галузі зайнятості: освіта, охорона здоров'я та соціальна допомога — 38,8 %, виробництво — 12,1 %, роздрібна торгівля — 8,6 %, мистецтво, розваги та відпочинок — 8,6 %.